# The Equalizer 2
The Equalizer 2 är en amerikansk actionthrillerfilm från 2018 i regi av Antoine Fuqua, med manus skrivet av Richard Wrenk. Filmen, som är en uppföljare till filmen The Equalizer från 2014, är den andra filmen i The Equalizer-trilogin, baserad på kriminalserien McCall från 1985. Huvudrollen, det vill säga Robert McCall, spelas återigen av Denzel Washington, som även verkar som producent på hela filmen.
Filmen hade biopremiär i USA den 20 juli 2018, samt i Sverige den 24 augusti 2018, med Sony Pictures Releasing som ansvarig utgivare.

## Rollista (i urval)
- Denzel Washington – Robert McCall
- Pedro Pascal – Dave York
- Ashton Sanders – Miles Whittaker
- Orson Bean – Sam Rubinstein
- Bill Pullman – Brian Plummer
- Melissa Leo – Susan Plummer
- Jonathan Scarfe – Resnik
- Sakina Jaffrey – Fatima
- Tamara Hickey – Grace Braelick